# Безымянка (приток Берёзовки)
Безымянка — река в России, протекает в Карелии. Устье реки находится в 2,5 км по правому берегу реки Берёзовки. Длина реки — 19 км.
Река берёт начало из ламбины без названия на высоте 71,4 м над уровнем моря.

## Данные водного реестра
По данным государственного водного реестра России относится к Баренцево-Беломорскому бассейновому округу, водохозяйственный участок реки — реки бассейна Белого моря от западной границы бассейна реки Нива до северной границы бассейна реки Кемь, без реки Ковда. Речной бассейн реки — бассейны рек Кольского полуострова и Карелии, впадает в Белое море.
Код объекта в государственном водном реестре — 02020000712102000002605.